# Береча Вас
Береча Вас (словен. Bereča vas) — поселення в общині Метлика, регіон Південно-Східна Словенія, Словенія.